# Gheorghe Zamfirescu
Gheorghe Zamfirescu (n. 21 septembrie 1946, București, România) este un fost jucător român de polo pe apă și antrenor. A concurat la Jocurile Olimpice de vară din 1972. Este profesor de educație fizică, absolvent al Institutului de Educație Fizică și Sport din București, promoția 1975.

## Biografie
A început să practice jocul de polo la Clubul Sportiv Școlar Triumf (1957-1963) sub îndrumarea antrenorului Paul Niculescu. 
Din 1964 a jucat sub culorile Clubului Dinamo, cu care va câștiga 10 titluri de campion național. Tot cu Dinamo va realiza o performanță deosebită – clasarea pe locul II în CCE, ediția 1967-1968. Participant la 7 competiții internaționale oficiale:
- Jocurile Olimpice de vară din 1972 (locul VIII) și din Jocurile Olimpice de vară din 1976 (locul IV –  cea mai bună performanță olimpică);
- Campionatul Mondial din 1973 (VII) și Campionatul Mondial din 1975 (V – cel mai bun rezultat obținut la mondiale);
- Campionatul European din 1966, 1970 și 1974 (la toate, locul VI).

După Olimpiada din 1976, la 18 august 1976 i s-a conferit ordinul Meritul Sportiv clasa a III-a. 
A jucat în echipa națională în 232 de meciuri internaționale interțări, marcând 163 de goluri, performanță care l-a situat pe locul VII în ierarhia jucătorilor de polo români. Este maestru al sportului și Maestru emerit al sportului. După retragerea din activitatea competițională, a lucrat ca antrenor la cluburile Sportul Studențesc (1980-1983 și 1986-1990) și Steaua (1983-986),
contribuind la afirmarea unor tineri jucători.
În anul 1991, împreună cu Cornel Rusu, s-a ocupat de pregătirea lotului național pentru Campionatul European (locul VIII) și Campionatul Mondial (locul IX). Din 1990 până în 1992, a funcționat ca antrenor federal în cadrul nou înființatei Federații Române de Polo.

## Distincții
- Ordinul „Meritul Sportiv” clasa a III-a (18 august 1976) „pentru rezultatele deosebite obținute la Jocurile olimpice de vară de la Montreal – 1976, precum și pentru contribuția adusă la dezvoltarea activității sportive și la creșterea prestigiului sportului românesc pe plan internațional”[7]